# Jennifer Battenová
Jennifer Battenová (* 29. listopadu 1957, Montour Falls) je americká kytaristka. Vyvinula vlastní originální techniku obouručního tappingu, je vyhledávanou studiovou hudebnicí doprovázející umělce různých žánrů.
Pochází ze státu New York, od devíti let žije v Kalifornii. V roce 1979 jako první žena absolvovala Guitar Institute of Technology v Los Angeles, poté působila jako učitelka hry na kytaru a účinkovala v řadě nepříliš úspěšných kapel. V roce 1987 uspěla v konkursu do doprovodné skupiny Michaela Jacksona, hrála na jeho albech Bad (1987), Dangerous (1991) a HIStory (1995) i při jeho světových koncertních turné. Po odchodu od Jacksona založila vlastní skupinu The Immigrants, také spolupracovala například s Jeffem Beckem, Carminem Appicem nebo polskou zpěvačkou Dodou. Vydala sólová alba Above Below and Beyond (1992), Jennifer Batten's Tribal Rage: Momentum (1997) a Whatever (2007) a knihy o kytarové technice Two Hand Rock a The Transcribed Guitar Solos of Peter Sprague.
Začínala s kytarami Ibanez, později přesedlala na značku Washburn. Používá struny Dean Markley, zesilovače Peavey a efekty Line 6.